# Roland SP-404
 Le Roland SP-404 est un échantillonneur produit par Roland. Sorti en 2005, il fait partie de la gamme SP et succède au SP-303 et au SP-505 (en) de Boss. Par rapport au SP-303, il introduit quelques nouveautés qui resteront le standard : un écran rond, 12 pads au lieu de 8, et l'adoption d'un système d'extension de mémoire via des cartes standard, Compact Flash, puis sur SD sur les modèles suivants. En revanche, son utilisation reste très proche de ses prédécesseurs avec ses limites et sa simplicité appréciée par un grand nombre de musiciens de la scène des beatmakers. 
L'échantillonneur a été remplacé par le SP-555 en 2008, mais a ensuite reçu une mise à niveau en tant qu'échantillonneur à ondes linéaires avec le Roland SP-404SX en 2009. Une autre mise à niveau, le Roland SP-404A, a été lancée en 2017, puis une version MK2 est sortie en 2021, apportant un grand nombre d'améliorations dont 16 pads au lieu de 12, et un écran OLED capable d'afficher des graphismes complexes comme les formes d'onde des samples. 

## Caractéristiques
Possédant les caractéristiques traditionnelles des Grooveboxes Roland, le SP-404 a la capacité d'enregistrer de l'audio directement via l'entrée ligne/micro, ainsi que d'importer/exporter des fichiers WAV et AIF via un support d'enregistrement CompactFlash. Un séquenceur de motifs intégré permet d'enregistrer jusqu'à 8000 notes en temps réel. Les données d'un motif peuvent être quantifiées et jusqu'à 24 motifs, chacun de 1 à 99 mesures, peuvent être stockés dans la mémoire interne. À l'aide d'une carte CompactFlash de 1 Go, les durées d'échantillonnage peuvent atteindre jusqu'à 772 minutes environ en mode Lo-Fi ou jusqu'à 386 minutes en mode standard. Cependant, le SP-404 (ainsi que ses mises à niveau) n'a pas la fonction D-Beam de certains modèles de SP précédents. Bien que la première banque sonore soit livrée avec des échantillons prédéfinis qui sont protégés, ces échantillons peuvent être supprimés en maintenant le bouton «cancel» lors de la mise sous tension. 

## Dans la culture populaire
Un certain nombre de musiciens ont utilisé le SP-303 et/ou le SP-404 dans le cadre de leurs productions et de leurs performances. 
Il s'agit notamment de J Dilla, Madlib, MF Doom, Jneiro Jarel (en), Flying Lotus, James Blake, Samiyam (en), Ras G (en), Teebs (en), Grimes, Pictureplane (en), Four Tet, Beck Hansen, Radiohead, Animal Collective, Spindrift (en), Toro y Moi, Broadcast, John Maus (en), Joji, Ellie Goulding, El Guincho, Illmind (en), Dibia$e (en), Jim James de My Morning Jacket, Milo (en), Devo, Mad Professor, Jel, Alias, Bradford Cox de Deerhunter et Atlas Sound, Oneohtrix Point Never, St. Vincent, Kimbra, Cameron Picton de Black Midi, Kevin Parker de Tame Impala, Bonobo, King Krule, Caribou, Panda Bear, Homeshake et bien d'autres,. 
Jan Linton (en) a été engagé par Roland en 2005 pour produire une carte son européenne promotionnelle pour le SP-404.